# 黑岩利雄
黑岩利雄（1908年12月25日—1944年8月26日失踪）是大日本帝国海军的一位飛行員，曾參與一二八事变和中国抗日战争。1932年2月22日，黑岩利雄駕駛戰鬥機與其他日軍戰機一起擊落了罗伯特·麦考利·肖特駕駛的戰鬥機，罗伯特·麦考利·肖特當場身亡。黑岩利雄生前一共擊落過13架戰鬥機。
1939年，黑岩利雄從大日本帝国海军退伍，並且成為大日本航空一位飞行员。1944年8月26日，他驾驶的民用运输机在马来半岛附近失踪。